# Marrupa
Marrupa és un municipi de Moçambic, situat a la província de Niassa. En 2007 comptava amb una població de 8.235 habitants. Va rebre l'estatut de vila des del 3 de maig de 1972 i és la seu del districte de Marrupa.